# Torsten Schäfer
Torsten Schäfer (* 31. Dezember 1977 in Darmstadt) ist ein deutscher Hochschullehrer, Journalist und Autor. Seit 2013 lehrt er Journalismus mit Schwerpunkt Textproduktion an der Hochschule Darmstadt.

## Leben
Schäfer begann nach der Arbeit in Naturschutzgruppen 1996 mit lyrischen Veröffentlichungen, Lesungen in Schulen und Jugendzentren sowie Pressearbeit für die Jungsozialisten. Er schrieb für das Darmstädter Echo und studierte danach Journalistik und Politologie in Dortmund mit Semestern in Tours und Brüssel. Nach einem Zeitungsvolontariat in Bielefeld konzentrierte er sich ab 2002 bei Süddeutscher Zeitung und taz auf Umweltjournalismus und bedrohte Arten. Als Schwerpunkte kamen Klimapolitik und Überfischung dazu.
Nach einem EU-Master in Aachen arbeitete Schäfer in der Onlineredaktion der Deutschen Welle und für Geo. An der RWTH Aachen schrieb er seine Politik-Promotion über die EU-Berichterstattung von Regionalzeitungen. 2008 gründete er das Blog euroreporter.de zunächst zum Umweltjournalismus, nun stehen hier persönliche Naturbetrachtungen und Fotostrecken im Vordergrund. 2009 ging Schäfer als Redakteur zur internationalen Geo-Ausgabe nach Hamburg. Daneben bloggte er und baute nach eigenem Vorschlag an der Leuphana Universität Lüneburg das Zertifikat „Journalismus und Nachhaltigkeit“ mit auf. 2013 wechselte er an die Hochschule Darmstadt, wo er als Journalismus-Professor lehrt. Er schreibt daneben Reise- und Naturreportagen, Essays und Gedichte.
Torsten Schäfer ist verheiratet und hat drei Kinder. 

## Forschung und Lehre
Arbeitsschwerpunkte von Torsten Schäfer sind Textlehre (v. a. Porträts, Interviews und Reportagen), journalistisches Erzählen, Europa- und Auslandsberichterstattung sowie Umwelt- und Reisejournalismus. 2013 baute Torsten Schäfer zusammen mit Peter Seeger an der Hochschule Darmstadt das Internetportal Grüner Journalismus auf, das er redaktionell leitet.